# Ukrainischer Fußballpokal 2006/07
Der Ukrainische Fußballpokal 2006/07 war die 16. Austragung des ukrainischen Pokalwettbewerbs der Männer. Pokalsieger wurde Titelverteidiger Dynamo Kiew. Das Team setzte sich im Finale am 28. Mai 2007 im Olympiastadion von Kiew gegen Schachtar Donezk durch.

## Modus
In den ersten drei Runden wurden die Begegnungen in einem Spiel ausgetragen. Bei unentschiedenem Ausgang wurde zur Ermittlung des Siegers eine Verlängerung gespielt. Stand danach kein Sieger fest, folgte ein Elfmeterschießen. Bis zum Achtelfinale hatten die unterklassigen Teams Heimrecht. Die fünf Teams, die im Europapokal tätig waren, stiegen erst in der 2. Runde ein.
Im Viertel- und Halbfinale wurden die Sieger in Hin- und Rückspiel ermittelt. Bei Torgleichstand in beiden Spielen zählte zunächst die größere Zahl der auswärts erzielten Tore; gab es auch hierbei einen Gleichstand, wurde das Rückspiel verlängert und ggf. ein Elfmeterschießen zur Entscheidung ausgetragen.
Da beide Finalisten bereits über die Liga für die Champions League qualifiziert waren, ging der Startplatz für den UEFA-Pokal an den Liganächsten.

## Teilnehmende Teams
| Wyschtscha Liha (16) | Perscha Liha (19) | Druha Liha (23) | Amateur-Pokal (1)    |
| --- | --- | --- | -------------------- |
| - Arsenal Kiew - FK Charkiw - Dnipro Dnipropetrowsk - Dynamo Kiew - Illitschiwez Mariupol - Karpaty Lwiw - Krywbas Krywyj Rih - Metalist Charkiw - Metalurh Donezk - Metalurh Saporischschja - Schachtar Donezk - Sorja Luhansk - Stal Altschewsk - Tawrija Simferopol - Tschornomorez Odessa - Worskla Poltawa | - Borysfen Boryspil - Desna Tschernihiw - Dnipro Tscherkassy - Enerhetyk Burschtyn - IgroService Simferopol - Helios Charkiw - Krymteplyzja Molodischne - FK Lwiw - MFK Mykolajiw - Naftowyk-Ukrnafta Ochtyrka - Obolon Kiew - PFK Oleksandrija - Podillja Chmelnyzkyj - Sakarpattja Uschhorod - Spartak Sumy - Spartak Iwano-Frankiwsk - Stal Dniprodserschynsk - Wolyn Luzk - ZSKA Kiew | - Arsenal Charkiw - FSK Bukowina Czernowitz - Chimik Krasnoperekopsk - Dnister Owidiopol - Fakel Iwano-Frankiwsk - Hasowyk ChHW Charkiw - Hirnyk Krywyj Rih - Hirnyk-Sport Komsomolsk - Jawir Krasnopillja - Jednyst Plysky - Knjascha Schtschaslywe - Kremin Krementschuk - Lokomotive Dworitschna - Nafkom Browary - Naftowyk Dolyna - Nywa Ternopil - Inter Bojarka - Olkom Melitopol - Olympik Donezk - Phönix-Illitschowez Kalinine - PFK Sewastopol - Tytan Armjansk - FK Weres Riwne | - Chimmasch Korosten |

## 1. Runde
| Datum      |                                    | Ergebnis  |                                 |
| ---------- | ---------------------------------- | --------- | ------------------------------- |
| 11.08.2006 | Arsenal Charkiw (III)              | 1:2 n. V. | Krymteplyzja Molodischne (II)   |
| 11.08.2006 | Jawir Krasnopillja (III)           | 1:0       | ZSKA Kiew (II)                  |
| 11.08.2006 | FK Weres Riwne (III)               | 0:2       | FK Lwiw (II)                    |
| 11.08.2006 | Tytan Armjansk (III)               | 2:1       | Helios Charkiw (II)             |
| 11.08.2006 | PFK Sewastopol (III)               | 2:0       | Naftowyk-Ukrnafta Ochtyrka (II) |
| 11.08.2006 | Olympik Donezk (III)               | 4:2 n. V. | Podillja Chmelnyzkyj (II)       |
| 11.08.2006 | Nywa Ternopil (III)                | 0:2       | Desna Tschernihiw (II)          |
| 11.08.2006 | Nafkom Browary (III)               | 0:2       | Stal Altschewsk (I)             |
| 11.08.2006 | Lokomotive Dworitschna (III)       | 0:2       | FK Charkiw (I)                  |
| 11.08.2006 | Kremin Krementschuk (III)          | 0:2       | Enerhetyk Burschtyn (II)        |
| 11.08.2006 | Chimik Krasnoperekopsk (III)       | 2:1 n. V. | Arsenal Kiew (I)                |
| 11.08.2006 | Hirnyk Krywyj Rih (III)            | 2:5 n. V. | Illitschiwez Mariupol (I)       |
| 11.08.2006 | Hasowyk ChHW Charkiw (III)         | 3:5 n. V. | IgroService Simferopol (II)     |
| 11.08.2006 | Fakel Iwano-Frankiwsk (III)        | 0:1       | Obolon Kiew (II)                |
| 11.08.2006 | Jednyst Plysky (III)               | 0:1       | Sorja Luhansk (I)               |
| 11.08.2006 | Olkom Melitopol (III)              | 4:1 n. V. | Spartak Sumy (II)               |
| 11.08.2006 | Chimmasch Korosten (Am)            | 1:3       | Sakarpattja Uschhorod (II)      |
| 11.08.2006 | PFK Oleksandrija (II)              | 0:2       | Worskla Poltawa (I)             |
| 11.08.2006 | Naftowyk Dolyna (III)              | 0:1       | Wolyn Luzk (II)                 |
| 11.08.2006 | MFK Mykolajiw (II)                 | 0:1       | Krywbas Krywyj Rih (I)          |
| 11.08.2006 | Knjascha Schtschaslywe (III)       | 0:2       | Karpaty Lwiw (I)                |
| 11.08.2006 | Inter Bojarka (III)                | 0:5       | Stal Dniprodserschynsk (II)     |
| 11.08.2006 | Hirnyk-Sport Komsomolsk (III)      | 1:2       | Metalist Charkiw (I)            |
| 11.08.2006 | Phönix-Illitschowez Kalinine (III) | 1:2       | Borysfen Boryspil (II)          |
| 11.08.2006 | Dnipro Tscherkassy (II)            | 1:0       | Spartak Iwano-Frankiwsk (II)    |
| 11.08.2006 | FSK Bukowina Czernowitz (III)      | 0:3       | Tawrija Simferopol (I)          |
| 12.08.2006 | Dnister Owidiopol (III)            | 1:3       | Metalurh Donezk (I)             |

## 2. Runde
Teilnehmer: Die 27 Sieger der 1. Runde und die fünf Klubs, die im Europacup tätig waren.
| Datum      |                               | Ergebnis              |                             |
| ---------- | ----------------------------- | --------------------- | --------------------------- |
| 19.09.2006 | Tytan Armjansk (III)          | 2:1                   | Worskla Poltawa (I)         |
| 20.09.2006 | FK Lwiw (II)                  | 1:1 n. V. (3:0 i. E.) | Karpaty Lwiw (I)            |
| 20.09.2006 | Sakarpattja Uschhorod (II)    | 2:3                   | Tawrija Simferopol (I)      |
| 20.09.2006 | Stal Dniprodserschynsk (II)   | 1:0 n. V.             | Sorja Luhansk (I)           |
| 20.09.2006 | PFK Sewastopol (III)          | 3:0                   | Wolyn Luzk (II)             |
| 20.09.2006 | Olympik Donezk (III)          | 1:2                   | Krywbas Krywyj Rih (I)      |
| 20.09.2006 | Olkom Melitopol (III)         | 0:4                   | Dynamo Kiew (I)             |
| 20.09.2006 | Obolon Kiew (II)              | 0:1                   | Stal Altschewsk (I)         |
| 20.09.2006 | Krymteplyzja Molodischne (II) | 2:2 n. V. (4:2 i. E.) | Metalurh Saporischschja (I) |
| 20.09.2006 | Enerhetyk Burschtyn (II)      | 0:2                   | Metalist Charkiw (I)        |
| 20.09.2006 | IgroService Simferopol (II)   | 2:4                   | Illitschiwez Mariupol (I)   |
| 20.09.2006 | Dnipro Tscherkassy (II)       | 0:1                   | Dnipro Dnipropetrowsk (I)   |
| 20.09.2006 | Borysfen Boryspil (II)        | 4:2                   | Tschornomorez Odessa (I)    |
| 20.09.2006 | Jawir Krasnopillja (III)      | 1:6                   | Schachtar Donezk (I)        |
| 20.09.2006 | Desna Tschernihiw (II)        | 0:2                   | FK Charkiw (I)              |
| 04.10.2006 | Chimik Krasnoperekopsk (III)  | 2:3                   | Metalurh Donezk (I)         |

## Achtelfinale
| Datum      |                               | Ergebnis              |                           |
| ---------- | ----------------------------- | --------------------- | ------------------------- |
| 25.10.2006 | Stal Dniprodserschynsk (II)   | 1:1 n. V. (5:4 i. E.) | Stal Altschewsk (I)       |
| 25.10.2006 | Tytan Armjansk (III)          | 0:2                   | Dnipro Dnipropetrowsk (I) |
| 25.10.2006 | PFK Sewastopol (III)          | 4:1                   | Metalurh Donezk (I)       |
| 25.10.2006 | Krymteplyzja Molodischne (II) | 1:2                   | Tawrija Simferopol (I)    |
| 25.10.2006 | FK Lwiw (II)                  | 2:2 n. V. (6:7 i. E.) | Metalist Charkiw (I)      |
| 25.10.2006 | Borysfen Boryspil (II)        | 0:2                   | Schachtar Donezk (I)      |
| 25.10.2006 | FK Charkiw (I)                | 0:2                   | Dynamo Kiew (I)           |
| 25.10.2006 | Krywbas Krywyj Rih (I)        | 0:2                   | Illitschiwez Mariupol (I) |

## Viertelfinale
| Datum             |                             | Gesamt |                           | Hinspiel | Rückspiel |
| ----------------- | --------------------------- | ------ | ------------------------- | -------- | --------- |
| 01.12./09.12.2006 | PFK Sewastopol (III)        | 1:7    | Schachtar Donezk (I)      | 0:1      | 1:6       |
| 01.12./10.12.2006 | Dynamo Kiew (I)             | 3:2    | Dnipro Dnipropetrowsk (I) | 1:1      | 2:1 n. V. |
| 02.12./09.12.2006 | Stal Dniprodserschynsk (II) | 1:5    | Tawrija Simferopol (I)    | 1:4      | 0:1       |
| 02.12./09.12.2006 | Illitschiwez Mariupol (I)   | 0:2    | Metalist Charkiw (I)      | 0:0      | 0:2       |

## Halbfinale
| Datum             |                      | Gesamt    |                        | Hinspiel | Rückspiel |
| ----------------- | -------------------- | --------- | ---------------------- | -------- | --------- |
| 18.04./09.05.2007 | Metalist Charkiw (I) | 2:5       | Dynamo Kiew (I)        | 0:1      | 2:4       |
| 18.04./09.05.2007 | Schachtar Donezk (I) | (a)2:2(a) | Tawrija Simferopol (I) | 0:0      | 2:2       |

## Finale
| Paarung          | Schachtar Donezk – Dynamo Kiew |
| Ergebnis         | 1:2 (0:0) |
| Datum            | 28. Mai 2007 |
| Stadion          | Olympiastadion, Kiew |
| Zuschauer        | 64.500 |
| Schiedsrichter   | Andrij Schandor |
| Tore             | 0:1 Kléber (58.) 0:2 Oleh Hussjew (80.) 1:2 Elano (89.) |
| Schachtar Donezk | Bohdan Schust – Darijo Srna, Dmytro Tschyhrynskyj , Mariusz Lewandowski, Tomáš Hübschman – Răzvan Raț (52. Oleksij Haj), Igor Duljaj, Fernandinho, Jádson (51. Elano) – Andrij Worobej (53. Ciprian Marica), Brandão Cheftrainer: Mircea Lucescu ( Rumänien)                                   |
| Dynamo Kiew      | Oleksandr Schowkowskyj – Taras Mychalyk, Andrij Nesmatschnyj, Wladyslaw Waschtschuk , Rodrigo – Tiberiu Ghioane, Carlos Corrêa (74. Witalij Mandsjuk), Diogo Rincón (66. Waljanzin Bjalkewitsch), Oleh Hussjew – Kléber (84. Maksim Shatskix), Miloš Ninković Cheftrainer: Anatolij Demjanenko |
| Gelbe Karten     | Dmytro Tschyhrynskyj, Răzvan Raț, Tomáš Hübschman, Brandão, Darijo Srna, Oleksij Haj – Kléber, Carlos Corrêa |
| Platzverweise    | keine – Rodrigo (71.) |